# Csepreg
Csepreg est une ville de Hongrie, située dans le département de Vas.